# Krzyż na Śląskiej Wstędze Waleczności i Zasługi
Krzyż na Śląskiej Wstędze Waleczności i Zasługi – polskie wojskowe odznaczenie państwowe przyznawane w latach 1921–1924, oraz odznaka pamiątkowa nadawana od 1927. Przeznaczone były dla powstańców śląskich. Z okazji uroczystego obchodu 15-lecia powstania śląskiego odznaczenie otrzymali wszyscy weterani powstania styczniowego 1863. 23 kwietnia 1936 prezes warszawskiego Oddziału Związku Powstańców Śląskich udekorował Krzyżem trumnę zmarłego dwa dni wcześniej Franciszka Stankiewicza.

## Odznaczenie państwowe
Ta zaszczytna odznaka w postaci krzyża na niebieskiej wstążce z białymi brzegami, ustanowiona została rozporządzeniem Naczelnej Władzy Cywilnej na Górnym Śląsku z 30 maja 1921 i nadawana przez Naczelną Komendę Wojsk Powstańczych na Górnym Śląsku do 1924. Została włączona do systemu odznaczeń państwowych 22 kwietnia 1922 i zmodyfikowana 15 maja 1931. Nadawana była uczestnikom walk o oswobodzenie Górnego Śląska w którymkolwiek z trzech powstań śląskich:
- I powstanie śląskie – od 16 sierpnia do 26 sierpnia 1919,
- II powstanie śląskie – od 19/20 sierpnia do 25 sierpnia 1920,
- III powstanie śląskie – od 2/3 maja (już po plebiscycie) do 5 lipca 1921.

Początkowo była to tylko Śląska Wstęga Waleczności i Zasługi – niebieska wstążka orderowa z białymi paskami wzdłuż brzegów, którą przetykano przez drugą dziurkę munduru.
Krzyż podzielono na dwa stopnie:
- I stopień nadawano osobom, które brały bezpośredni udział w walce (na wstążce i baretce umieszczano metalowe okucie w formie srebrnej pięcioramiennej gwiazdki),
- II stopień nadawano osobom, które przejawiały wytężoną pracę wojskową[4].

Od 15 maja 1931 na wstążce zaczęto wieszać srebrny krzyż o średnicy 33 mm, wzięty z odznaki 5 rybnickiego pułku piechoty wojsk powstańczych. Krzyż był równoramienny z medalionem pośrodku; w nim orzeł Piastów śląskich z koroną na piersi; na ramionach krzyża napisy POWST. / GÓRNY / ŚLĄSK / 1921. Na rewersie wieniec z liści laurowych pośrodku, a na poziomych ramionach krzyża napis DZIEL- / NYM. Wstążkę z krzyżem wieszano w rzędzie odznaczeń na lewej piersi. Miała szerokość 40 mm, białe paski szer. 8 mm i czerwone krawędzie szer. 1 mm.
Krzyż można było oficjalnie nosić (od 1931) za Krzyżem Zasługi Wojsk Litwy Środkowej, a przed polskimi medalami państwowymi. Noszenie gwiazdki na wstążce nie było dozwolone.
Łączna liczba odznaczonych krzyżem to około 20 tysięcy osób.

## Odznaka pamiątkowa
Odznakę pamiątkową „Krzyż na Śląskiej Wstędze Waleczności i Zasługi”, jako kontynuację wyżej opisanego krzyża, ustanowiła Górnośląska Komisja Odznaczeniowa w Katowicach w styczniu 1927 roku, tzn. wówczas gdy nadawanie odznaczenia było już zakończone. Odznakę otrzymały więc przede wszystkim te osoby, które z jakichś powodów nie "załapały się" na odznaczenie.
Oznaką tej odznaki był metalowy, posrebrzany (niekiedy srebrny) krzyż o średnicy 43 mm, przypominający nieco kształtem Krzyż Walecznych. Na połączeniu ramion awersu znajdował się wypukły orzeł według wzoru orła śląsko-piastowskiego z przepaską łączącą ramiona z krzyżem na piersiach, w otoku z wieńca (tło tarczki stanowią promienie) oraz daty i napis – poziomo: 17.VIII.19 / 17.VIII.20, pionowo: 3.V.21 / ZA POWST. ŚLĄSKIE. W tarczy z promieniami znajduje się otoczony perłami orzeł Piastów śląskich z przepaską łączącą skrzydła. Na rewersie: obosieczny miecz z głownią skierowaną w górę otoczoną półwieńcem z liści dębowych i laurowych otwartych u góry.
Ministerstwo Spraw Wojskowych zatwierdziło odznakę 10 stycznia 1927, noszona była na lewej piersi za polskimi odznakami honorowymi o charakterze wojskowym, podobnie jak inne polskie odznaki pamiątkowe o charakterze wojskowym noszone na wstążkach, a pośród nich – według daty nadania.